# Ландертингер, Доминик
Домини́к Ландерти́нгер (нем. Dominik Landertinger; 13 марта 1988, Браунау-ам-Инн, Верхняя Австрия) — австрийский биатлонист, четырёхкратный призёр Олимпийских игр, чемпион мира в масс-старте (2009), двукратный серебряный призёр чемпионатов мира. Ландертингер использует лыжи Atomic. Завершил карьеру 19 апреля 2020 года.

## Спортивная карьера
Начал заниматься биатлоном в 2002 году. В национальной команде Австрии с 2003 года. В 2006 году Ландертингер стал двукратным призёром юниорского чемпионата мира, став вторым в эстафете и третьим в индивидуальной гонке. В 2007 году Доминику удалось стать чемпионом мира в эстафете среди юниоров, взять серебро в спринте, а также дважды праздновать успех на европейском юниорском первенстве (в спринте и преследовании), было завоёвано и серебро Европы в эстафете. На этапах мирового кубка появился в сезоне 2007—2008 на этапе в словенской Поклюке, заняв сразу же 18-е место в индивидуальной гонке и 12-е в спринте, а также отметившись на третьей ступени пьедестала почёта в составе эстафетной четвёрки. На юниорском уровне тот сезон принёс спортсмену два серебра чемпионата Европы в преследовании и эстафете. В сезоне 2008—2009 он вновь попадает на пьедестал, став вторым в спринте и третьим в гонке преследования соответственно. На чемпионате мира 2009 стал победителем гонки с общего старта и серебряным призёром эстафеты. На заключительном этапе Кубка мира в Ханты-Мансийске выиграл «золото» в масс-старте, взяв малый хрустальный глобус в этой дисциплине.
В ноябре 2011 года Доминик принял участие в Nordic Opening — трёхдневной гонке в рамках Кубка мира по лыжным гонкам, прошедшей в Куусамо. На первом этапе участники бежали спринт классическим стилем, и Ландертингер, ставший единственным австрийцем в мужской части соревнований, занял 117-е место, отстав от победителя квалификации россиянина Никиты Крюкова на 1.15,6. На следующий день состоялся забег на 10 км вольным стилем, где Доминик показал 42-результат, уступив победителю норвежцу Петтеру Нортугу 1.28,2. От участия в гонке преследования на 15 км классическим стилем австриец отказался.
Начало сезона 2017/2018 пропустил по причине болезни спины.

## Кубок мира
- 2007/2008 — 61 место (37 очков)
- 2008/2009 — 11 место (587 очков)
- 2009/2010 — 6 место (701 очко)
- 2010/2011 — 34 место (238 очков)
- 2011/2012 — 33 место (260 очков)
- 2012/2013 — 3 место (715 очков)
- 2013/2014 — 4 место (616 очков)
- 2014/2015 — 22 место (413 очков)
- 2015/2016 — 9 место (600 очков)
- 2016/2017 — 16 место (512 очков)
- 2017/2018 — 41 место (134 очка)
- 2018/2019 — 34 место (186 очков)
- 2019/2020 — 45 место (112 очков)

### Участие в Олимпийских играх
| Год  | Место проведения | Спринт  | Гонка преследования | Индивидуальная гонка | Масс-старт | Эстафета | Смешанная эстафета |
| ---- | ---------------- | ------- | ------------------- | -------------------- | ---------- | -------- | ------------------ |
| 2010 | Ванкувер         | 34      | 14                  | 23                   | 7          | Серебро  | Н/П                |
| 2014 | Сочи             | Серебро | 10                  | 5                    | 7          | Бронза   | —                  |
| 2018 | Пхёнчхан         | 25      | 26                  | Бронза               | 12         | 4        | —                  |

### Чемпионаты мира
| Год  | Место проведения    | Спринт | Гонка преследования | Индивидуальная гонка | Масс-старт | Эстафета | Смешанная эстафета |
| ---- | ------------------- | ------ | ------------------- | -------------------- | ---------- | -------- | ------------------ |
| 2009 | Пхёнчхан            | 17     | 34                  | 6                    | Золото     | Серебро  | —                  |
| 2011 | Ханты-Мансийск      | 49     | 46                  | 16                   | —          | 9        | 7                  |
| 2012 | Рупольдинг          | 28     | 31                  | 15                   | 24         | 5        | —                  |
| 2013 | Нове-Место          | 15     | 5                   | 14                   | 6          | 5        | 17                 |
| 2015 | Контиолахти         | 39     | 15                  | 28                   | 24         | 5        | —                  |
| 2016 | Осло                | 9      | 14                  | Серебро              | 15         | 4        | 5                  |
| 2017 | Хохфильцен          | 17     | 21                  | 26                   | 7          | Бронза   | 9                  |
| 2019 | Эстерсунд           | 47     | 21                  | 34                   | 21         | 8        | 17                 |
| 2020 | Анхольц/Антерсельва | Бронза | 31                  | 40                   | 17         | 6        | 8                  |